# 潜水球
潜水球（せんすいきゅう、英語：Bathysphere）もしくはバチスフェアとは、動力を持たず、ケーブルで海中に吊り下ろされる球形の深海用潜水装置である。

## 概要
最初の潜水球はオーティス・バートン（Otis Barton）によって1928年に考案された。実物はコックス＆スティーヴンス社（Cox & Stevens, Inc.）のジョン・H・J・バトラーによって設計された。コックス＆スティーヴンス社とは、1929年、オーティス・バートンが"diving tank"の製作を注文した会社である。鋼鉄球殻の鋳造はニュージャージー州ローゼル（Roselle）にあるワトスン・スティルマン水力機械社で行なわれた。最初のものが実用上は重すぎると判断された後、1インチ（2.54cm）厚の鋳鋼でできた直径4.75フィート（1.45m）の中空球体に変更された。
球殻には、3インチ厚の"熔解石英"（当時入手できた最も強い透明材料である）の窓がはめ込んであった。出入り口は400ポンドの重さのハッチで、潜水の前にボルトで固定される形式だった。酸素は、球の内部に持ち込まれた高圧のボンベから供給された。同時にソーダ石灰（二酸化炭素を吸収する）と塩化カルシウム（湿気を吸収する）を入れた容器の上で電動の送風機を回して、内部の空気を清浄化・循環させた。
使用時、潜水球は1インチのケーブルで吊られ、硬質ゴムのホースが電力の供給と電話線（搭乗者と水上の唯一の連絡手段である）の保護を担う。装置全体（ケーブルとその他の線を含む）の排水量は、約一万ポンド（四千kg）である。
潜水球の運用には経済的・組織的な援助体制が必要だったので、バートンは当時著名であった探検家・博物学者のウィリアム・ビービ（William Beebe）に協力を求めた。1930年6月6日、彼らは共に潜水球による初の有人潜水に挑み、803フィート（245m）の深度に達した。
1932年、バートンとビービは3028フィート（923m）という潜水深度の世界記録を作り、これは15年間も破られなかった。
深度が大きくなると、潜水球を吊るすケーブルは扱いにくくなる。そのため、更に深くを目指す潜行は、スクリューで自力推進する乗り物（バチスカーフなど）によって行なわれる。
バートンとビービの潜水球は現在ニューヨーク州コニーアイランドのニューヨーク水族館（New York Aquarium）に展示されている。
バチスフェア（bathysphere）という言葉は、ギリシア語の単語"βάθος"（ラテン翻字：bathos）＝「深」と"σφαίρα"（sphaira）＝「球」を合成した語である。